# HD73253
HD73253 — хімічно пекулярна зоря спектрального класу A5, що має видиму зоряну величину в смузі V приблизно  8,2.
Вона  розташована на відстані близько 1359,0 світлових років від Сонця.